# 施米兴
施米兴是德国巴伐利亚州的一个市镇。总面积13.50平方公里，总人口1180人，其中男性597人，女性583人（2011年12月31日），人口密度87人/平方公里。